# Aldoză

Proiecție Fischer a -gliceraldehidei

O aldoză este o monozaharidă (glucidă simplă) care conține o singură grupare aldehidă (−CH=O) în moleculă. Formula chimică este de forma Cn(H2O)n. Cea mai simplă aldoză posibilă este dioza numită glicolaldehidă, care are doar doi atomi de carbon.  Printre alte exemple se numără gliceraldehida (aldehida glicerică) și glucoza (glucopiranoza).